# Régiment de Conti
Pour les articles homonymes, voir Régiment de Conti (homonymie).
Le régiment de Conti est un régiment d'infanterie du royaume de France, créé en 1684 sous le nom de régiment de Périgord devenu sous la Révolution le 81e régiment d'infanterie de ligne.

## Création et différentes dénominations
- 7 septembre 1684 : création du régiment de Périgord
- 26 avril 1775 : porté à 2 bataillons, il prend le nom de régiment de La Marche-Prince
- 12 septembre 1776 : prend le nom de régiment de Conti
- 1er janvier 1791 : Tous les régiments prennent un nom composé du nom de leur arme avec un numéro d'ordre donné selon leur ancienneté. Le régiment de Conti devient le 81e régiment d'infanterie de ligne ci-devant Conti.

## Colonels et mestres de camp
Régiment de Périgord
- 7 septembre 1684 : Louis d'Ornaison, comte de Chamarande[1]
- 4 avril 1693 : Jean Noël de Barbezières, comte de Chémerault[2]
- 2 février 1697 : Henri François de Lambert de Saint-Bris[3]
- 28 avril 1711 : Jean de Gautier de Boisset[4],[5]
- 6 mars 1714 : Henri de Briqueville, marquis de La Luzerne[6]
- 4 décembre 1722 : Gabriel de Briqueville, chevalier de La Luzerne[6],[7]
- 1734 : marquis d'Avaray
- 6 mars 1743 : Louis, marquis de Mailly
- 1er décembre 1745 : Innocent-Marie de Wassinghac, chevalier, marquis d'Imécourt[8]
- 1er janvier 1748 : Corentin Joseph Le Seneschal de Kercado, marquis de Molac[9]
- 1er décembre 1762 : Louis François, marquis d'Esparbès de Lussan
- 11 mai 1769 : Roger Valentin, comte de Clarac[10]
- 17 avril 1774 : Jacques de Vincent de Mauleon, comte de Causans

Régiment de La Marche-Prince et Régiment de Conti
- 26 avril 1775 : Louis-François-Joseph de Bourbon-Conti, comte de la Marche

81e régiment d'infanterie de ligne ci-devant Conti
- 25 juillet 1791 : François Joseph Pierre de Mondyon de Sassay[11]
- 27 mai 1792 : Pierre Morand du Puch cadet
- 8 mars 1793 : Joseph-Charles de Montredon[12]

## Historique des garnisons, combats et batailles du régiment
Ce régiment a été créé le 7 septembre 1684 sous le titre de la province de Périgord. Ce n'est que beaucoup plus tard qu'il est devenu régiment de prince.
En 1684, le régiment est à 2 bataillons. Son uniforme comprend un habit, revers, veste et culotte blancs, parements, revers, et collet verts, patte ordinaires garnies de 3 boutons, les dessous de la manche et du parement fermé par 6 petits boutons, 6 petits autres au revers et 3 gros au-dessous, boutons blancs no 67. Chapeau bordé de galon blanc. Drapeau rouge, vert et barré jaune.

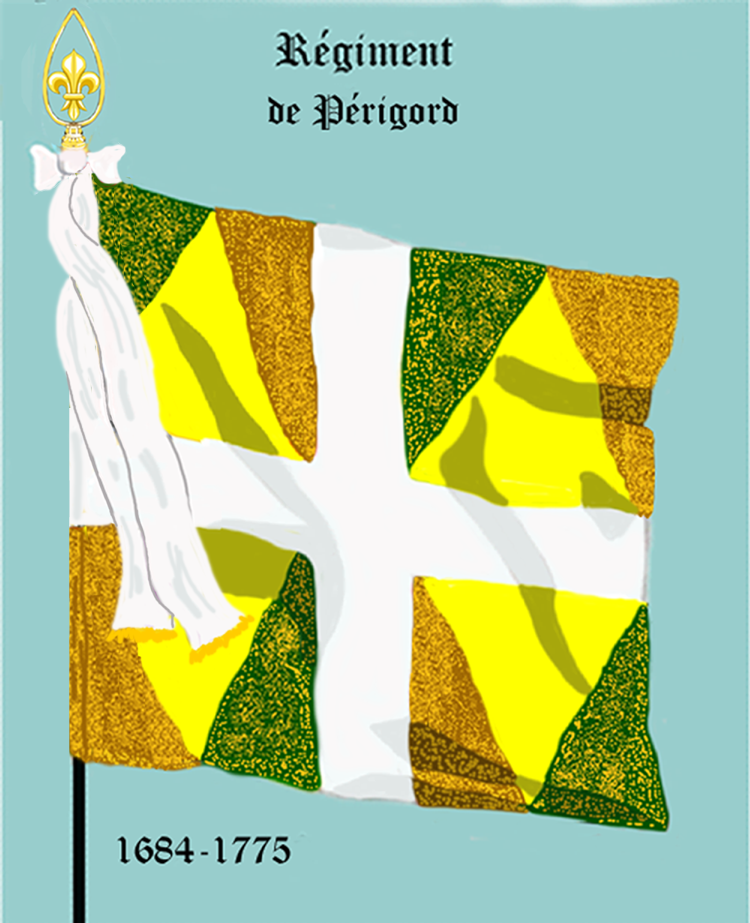
Drapeau du régiment de Périgord de 1684 à 1775

### Régiment de Périgord (1684-1775)

#### Guerre de la Ligue d'Augsbourg
Après quelques années passées dans les garnisons du Nord, il fut envoyé en 1690 à l'armée des Alpes, et il contribua beaucoup à la prise de Cahours durant la guerre de la Ligue d'Augsbourg. 
Le 18 août, il combattit avec une grande vigueur autour de l'abbaye de Staffarda. Il était à l'extrême
droite de la 2e ligne, derrière le régiment de Grancey. Il suivit ce corps dans sa
belle charge à travers les marais, et prit trois canons à l'ennemi. Le régiment de Périgord contribua la même année a la soumission de Saluces, de Barge et de Suze.
En 1691, il servit aux sièges de Villefranche, de Montalban, de Nice, de Veillane, de Carmagnola et du château de Montmélian.
En 1692, il est appelé à l'armée de Flandre et se trouve à la prise de Namur, à la bataille de Steenkerque et au bombardement de Charleroi.
Le 12 juin 1693, il quitta les Pays-Bas avec le dauphin pour se rendre sur le Rhin.
A la fin de 1694, il retourna en Piémont et fut mis au mois de novembre en garnison à Pignerol, ou il est resté jusqu'en 1696. Cette année, on l'employa au siège de Valenza, et lorsque les préliminaires de la paix, Victor-Amédée II, furent signés avec le duc de Savoie, il passa en Catalogne.
Il contribua sur ce nouveau terrain à la défaite du prince de Hesse-Darmstadt, et, le 15 juin 1697, il eut l'honneur d'ouvrir la tranchée devant Barcelone à l'attaque de gauche et se signala à ce siège par sa brillante valeur.

#### Guerre de Succession d'Espagne
Au mois de décembre 1700, le régiment de Périgord reprit encore une fois la route de l'Italie dans le cadre de la guerre de Succession d'Espagne.
En 1701, il était de la brigade de Royal-Vaisseaux et se fit remarquer au combat de Chiari.
Il participa, en 1702, à la défaite des Impériaux à Santa-Vittoria, et servit aux sièges de Luzzara, de Guastalla et de Borgoforte.
L'année suivante, il est à la déroute du général Staremberg près de Stradella, au combat de Castelnuovo de Bormida, à la prise de Nago et d'Arco dans le Trentin et à la prise d'Asti et de Villanova d'Asti dans le Montferrat
En 1704, il fait les sièges de Verceil et d'Ivrée et commence celui de Verrue.
Le 1er mars 1705, ses grenadiers soutiennent ceux du régiment de Piémont à l'attaque du fort de l'Isle, dont la prise
amène enfin capitulation de Verrue puis combat, en août, à Cassano .
En 1706, il se trouve au siège et à la bataille de Turin, après laquelle il ne compte plus que 142 hommes sous ses drapeaux.
En 1707, le régiment de Périgord se rend à l'armée d'Espagne. Il fait d'abord partie du corps assemblé dans la Navarre puis joint plus tard l'armée de Philippe duc d'Orléans, et contribue, au mois d'octobre, à la prise des villes et château de Lérida.
Employé à la même armée en 1708, il est détaché le 1er juin du camp de Ginestar pour aller chasser l'ennemi de Falcete. Il y avait là 2 400 fantassins et miquelets et 400 chevaux. Arrivé devant Falcete, le 2 à cinq heures du matin, avec quelques autres troupes, « Périgord » attaque sur-le-champ l'ennemi, lui tue 500 hommes, fait 600 prisonniers, dont 33 officiers, et se saisit de tout le bagage. Il se rend de là au siège de Tortose, où il monte plusieurs gardes de tranchée avec les régiments de Normandie et de La Couronne. Au mois de septembre, il est encore détaché du camp d'Agramont, pour courir sus aux miquelets, et au mois d'octobre il s'empare d'Ager.
Il sert encore en Catalogne en, 1709 sous le maréchal de Bezons qui
garde la défensive.
En 1710, il est dirigé sur l'armée du Dauphiné et il revient à la fin de cette année en Espagne pour participer au Siège de Gérone (ca). Renvoyé en Dauphiné après la prise de cette place, il reste au camp du Sauze d'Oulx pendant les deux campagnes suivantes.
En 1713, il se rend sur le Rhin, où il est rallié par un 2e bataillon, créé le 1er février 1701, qui était resté jusque-là dans les garnisons de Flandre et d'Alsace, et qui avait servi en 1708 à la défense de Lille. Tous les deux prirent part aux sièges de Landau et de Fribourg.
En 1715 le 2e bataillon reformé servit à compléter le 1er bataillon.

#### Guerre de la Quadruple-Alliance
Engagé dans la guerre de la Quadruple-Alliance, le régiment a fait la campagne de 1719 contre l'Espagne et s'est trouvé aux sièges de Saint-Sébastien, de Fontarabie et d'Urgell.

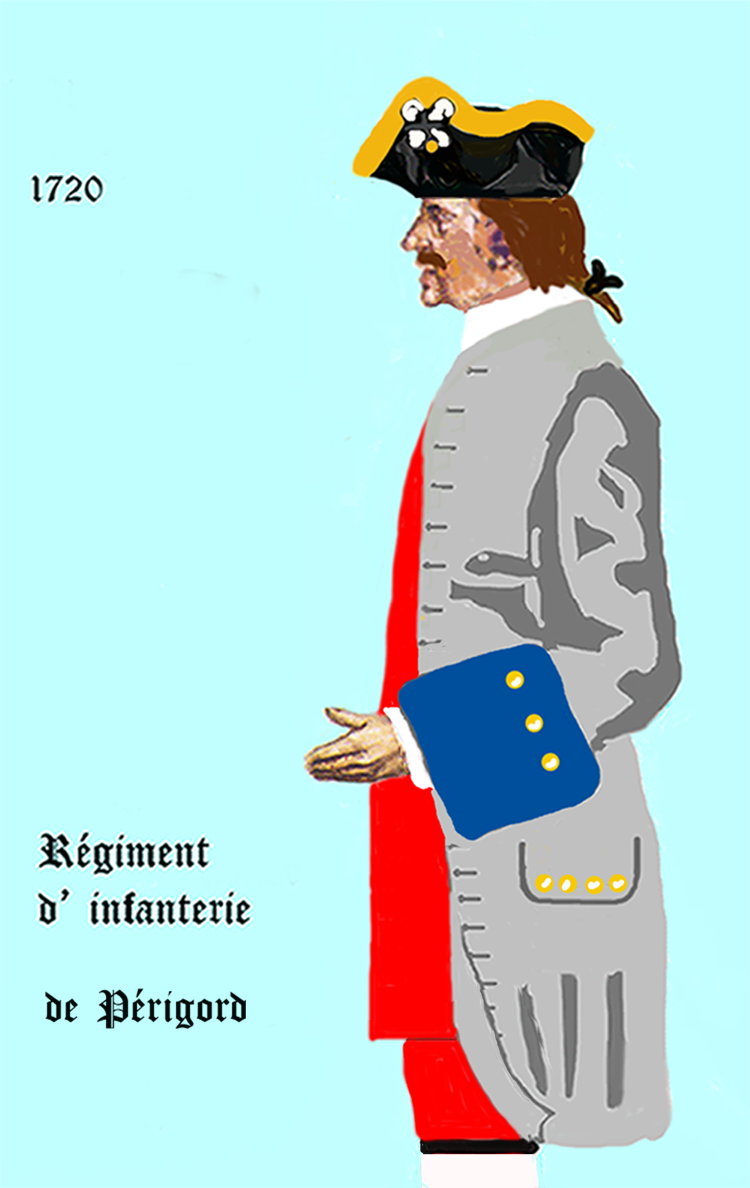
Régiment de Périgord de 1720 à 1734

#### Guerre de Succession de Pologne
En 1733, Stanislas Leczinski avait été élu roi de Pologne. L'Autriche et la Russie s'opposèrent à l'élévation du beau-père de Louis XV, firent réunir une nouvelle diète qui donna la couronne à l'électeur de Saxe, et envoyèrent en Pologne une armée qui eut bientôt forcé Stanislas à se renfermer dans la ville de Dantzig, où il fut aussitôt assiégé. C'est la guerre de Succession de Pologne.

On jeta les hauts cris à la cour de France, et le cardinal de Fleury se vit obligé de faire quelque chose pour calmer l'irritation des partisans de la guerre.
En 1734, il envoya au secours de Stanislas une petite escadre portant les trois régiments d'infanterie de Périgord de La Marche et de Blaisois, en tout 2 400 hommes placés sous le commandement du brigadier de Lamotte de Lapeyrouse. Cet officier, auquel peut-être le cardinal de Fleury avait recommandé la prudence, ayant reconnu à son arrivée en vue de Dantzig, qu'il s'agissait, pour pénétrer dans la place, de percer avec trois bataillons une armée de 30 000 Russes bien retranchés, se résolut à aller attendre de nouveaux ordres dans le port de Copenhague. 
Il y avait alors près de la cour de Danemark, en qualité d'ambassadeur de France, un jeune seigneur breton plein de feu et de générosité, qui avait pris fort à cœur la cause de Stanislas, qui était aussi celle de la France : c'était le comte de Plélo. Indigné de la mesquinerie du secours fourni par Fleury, et plus encore de la circonspection de de Lamotte de Lapeyrouse, il prend sur lui d'agir, et s'empare du commandement de l'expédition, décidé à secourir Dantzig ou à périr.
 Parti de la rade de Copenhague le 21 mai 1734, les Français arrivent le 23 dans celle de Dantzig, mais, en entrant dans la Vistule, ils trouvent l'armée russe établie entre le rivage et la ville et doivent renoncer pour le moment à entrer dans la place. Ils débarquent sans opposition et campent à Farhwasser, sous le canon du fort de Wechselmunde, à l'embouchure du fleuve. Le 27, malgré les renforts que les Russes avaient encore reçus, Plélo veut essayer de s'ouvrir un passage. Il se précipite avec ses trois bataillons, le régiment de Périgord en tête, sur les retranchements, force trois lignes, et tombe criblé de balles, au moment où il atteignait les glacis de Dantzig. Sa mort jette l'irrésolution dans le cœur de ses soldats qui se retirent sous Wechselmunde. Ce faible corps, bloqué dans un marais et séparé de la flotte qui l'avait amené, se trouve bientôt dans la position la plus périlleuse. Il résiste cependant à trois attaques des Russes, et se voit enfin contraint à capituler le 22 juin. Les 1 000 hommes qui restaient de l'expédition obtinrent les honneurs de la guerre et d'être transportés aux frais de la Russie dans un port de la Baltique. Le roi Stanislas parvint à s'échapper sous un déguisement et Dantzig ouvrit ses portes le 28. La dernière partie de la capitulation fut interprétée avec la plus insigne mauvaise foi par le général russe, comte de Munnich. En demandant à être conduits dans un port de la Baltique, les Français avaient entendu évidemment un port neutre, d'où ils pussent ultérieurement regagner la France. Ils étaient montés sans défiance, le 26, sur des bâtiments russes : le général Munich, après la capitulation de Dantzig, les fit transporter à Cronstadt, et la cour de Saint-Pétersbourg, sous prétexte que des vaisseaux français avaient capturé des navires russes, les interna dans la Livonie, pour être traités en prisonniers de guerre jusqu'à l'arrangement des différends. L'impératrice Anne les renvoya en France au mois d'octobre.
Telle fut l'issue de cette première rencontre entre les Russes et les Français.

#### Guerre de succession d'Autriche

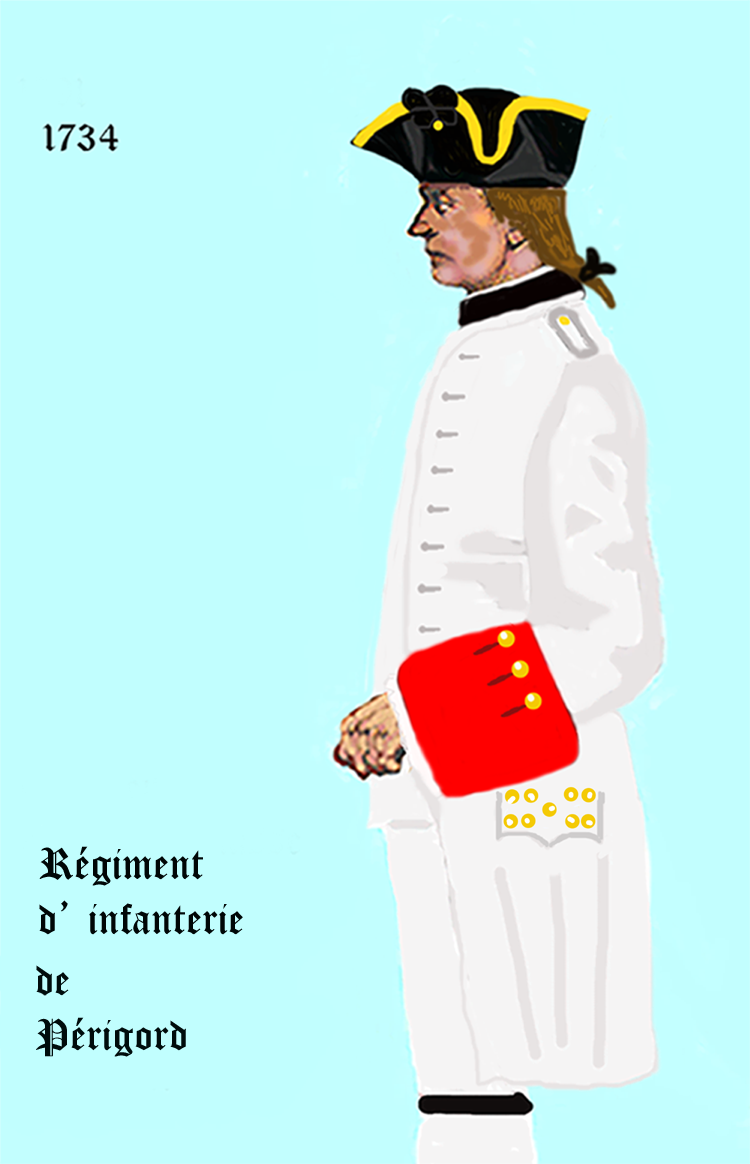
Régiment de Périgord de 1734 à 1762

En 1741, à l'ouverture de la guerre de succession d'Autriche, Périgord fit partie de l'armée du Bas-Rhin, marcha en Westphalie et fut cantonné à Osnabrück.
Il ne quitta cette ville qu'au mois d'août 1742 pour se rendre sur le théâtre de la guerre.
Il passa l'hiver à Dingolfingen, le 27 mai 1743, à la défense de Deckendorf. Après que Charles VI eut franchi le Danube, le régiment battit en retraite vers le Rhin, et à sa rentrée en France, il fut mis en garnison à Sedan.
Passé en 1744 à l'armée des Alpes, il se trouva à l'attaque des retranchements de Montalban, à la prise de Nice et de Villefranche, aux sièges de Château-Dauphin, de Demonte et de Coni, et à la bataille de la Madona del Ulmo.
En 1745, il fut employé aux sièges de Serravalle et de Tortone, prit part au combat de Rivarone, et contribua à la soumission d'Alexandrie, de Valenza, d'Asti et de Casal.
La campagne de 1746 fut moins heureuse pour l'armée d'Italie, et le régiment de Périgord fut entièrement ruiné par les deux batailles de Plaisance et du Tidone. Le colonel du régiment, le marquis d'Imécourt, fut blessé dans ces deux rencontres, et le corps fut tellement écrasé à la dernière par le canon autrichien qu'il ne resta pas vingt hommes debout.
Le régiment de Périgord se rétablit promptement derrière les Alpes pendant le semestre d'hiver, et il reparaît, le 19 juillet 1747, au sanglant combat d'Exilles,,, où le colonel du régiment, le marquis d'Imécourt, trouva une mort glorieuse. Le régiment rentra ensuite en Italie et passa l'hiver suivant à Gênes.
II fit partie en 1748 de l'expédition de Savone et fut placé dans le poste de San Giacobino, où, dominé par le canon de la place, il eut 60 hommes mis hors de combat et rentra en France en décembre 1748, la paix revenue.

#### Période de paix
Il fit partie en 1753 du camp de Beaucaire et en 1756 de celui de Calais.

#### Guerre de Sept Ans
En mars 1757, au début de la guerre de Sept Ans le régiment Périgord se dirige sur Stockheim, rendez-vous de l'armée du Bas-Rhin. Il est aussitôt employé au blocus de Gueldre qui ne capitule que le 22 août, et il y est laissé en garnison,. Il passe plus tard à Emden sous les ordres du marquis d'Auvet et joint la grande armée au mois de novembre. Il se trouve à la marche sur Zell et à la prise de Brême.
En 1758, il assiste l'arme au bras à la bataille de Krefeld et il entre ensuite dans Dusseldorf avec Vastan, devenu Vexin et Foix. Comme ces régiments, il refuse d'accepter la capitulation par
laquelle le gouverneur autrichien remet cette place à l'ennemi le 29 juin. En sortant de Dusseldorf, il rallie l'armée et combat avec valeur, le 5 août, à l'attaque du pont de Rees. Sous les ordres de François de Chevert, il retourne trois fois à la charge et laisse à chaque charge une centaine d'hommes sur le champ de bataille. Il rentre en France épuisé, au mois d'octobre, et sert sur les côtes jusqu'à la fin de la guerre de Sept Ans.

#### Période de paix

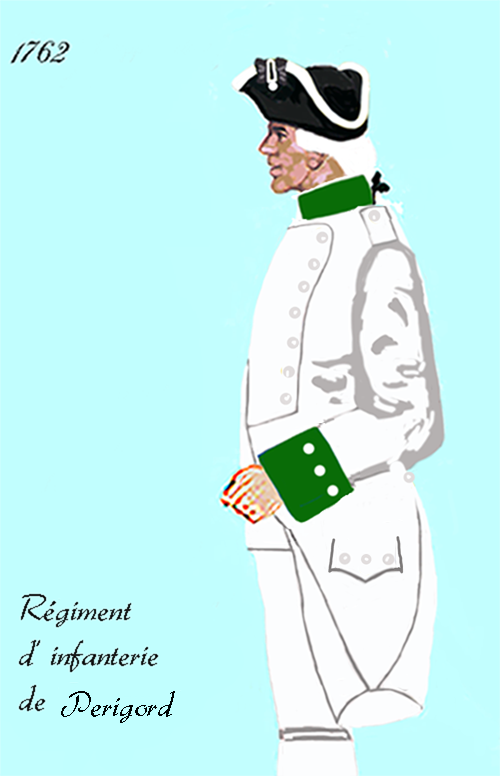
Régiment de Périgord de 1762 à 1775

Il était à Brest en 1762, et l'ordonnance du 10 décembre de cette année l'affecta au service des ports et colonies.

Lors de la réorganisation des corps d'infanterie français de 1762, le régiment de Périgord conserve un bataillon et est affecté au service de la Marine et des Colonies et à la garde des ports dans le royaume. 
L'ordonnance arrête également l'habillement et l'équipement du régiment comme suit
Habit, revers, veste et culotte blancs, parements et collet verts, pattes ordinaires garnies de trois boutons, autant sur la manche, quatre petits au revers, quatre au-dessous : boutons blancs avec le no 67. Chapeau bordé d'argent.

Envoyé à Aix et à Marseille à la fin de 1762, il est ensuite envoyé à Navarrenx et Saint-Jean-Pied-de-Port en mai 1763, à l'île d'Oléron en décembre 1763, à Monaco en mai 1764, à Perpignan en novembre 1766, à Rocroi en octobre 1767, à Dunkerque en octobre 1768, et à Rochefort en novembre 1769. 
Il s'embarque dans ce port le 20 décembre pour passer à la Martinique. Les détachements du régiment qui avait été envoyés aux Antilles forment, le 18 août 1772, le régiment de la Martinique et le régiment de la Guadeloupe.

Rentré en France par Brest, le 13 avril 1773, il est envoyé d'abord à Poitiers, puis à Béthune au mois de septembre de cette même année.
Ce fut dans cette ville, et par suite de l'ordonnance du 26 avril 1775, qu'il reçut par incorporation le régiment de La Marche-Prince, ci-devant Nivernais, qui forma son 2e bataillon.

### Régiment de La Marche-Prince (1775-1776)

#### Période de paix
Il devint en même temps la propriété de Louis-François de Bourbon-Conti comte de La Marche, et quitte le nom de la province de Périgord pour prendre le titre de régiment de La Marche-Prince qu'il ne porta que pendant dix-huit mois.

### Régiment de Conti (1776-1791)

#### Période de paix
Le 12 septembre 1776, à la mort de son père, le comte de La Marche, Louis François Joseph devint prince de Conti, et son régiment prit alors le nom de régiment de Conti qu'il a porté jusqu'à la fin.

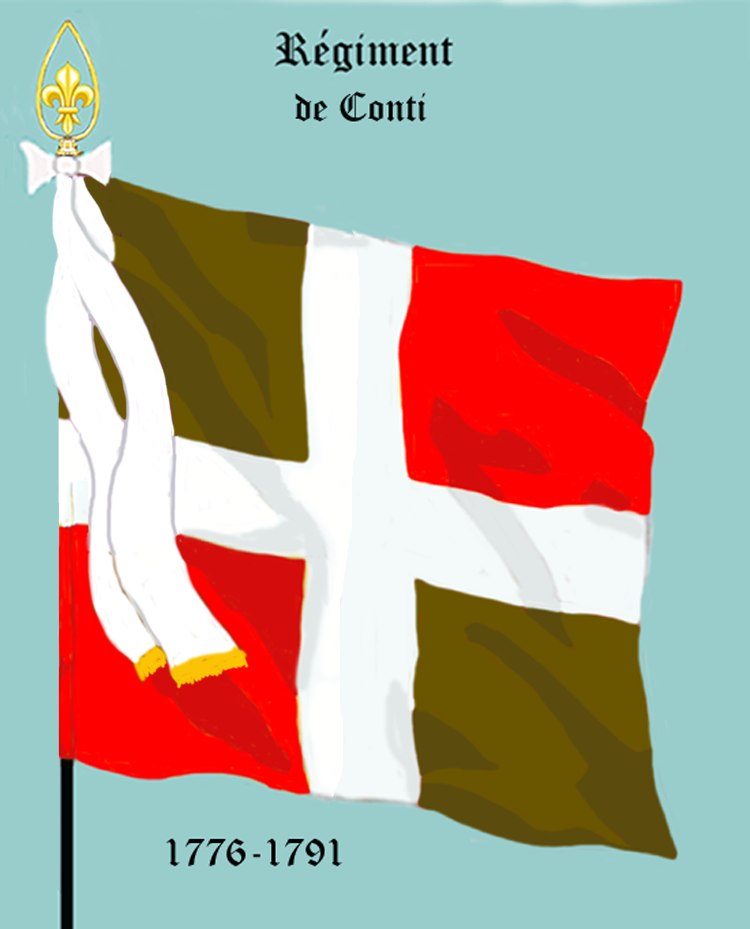
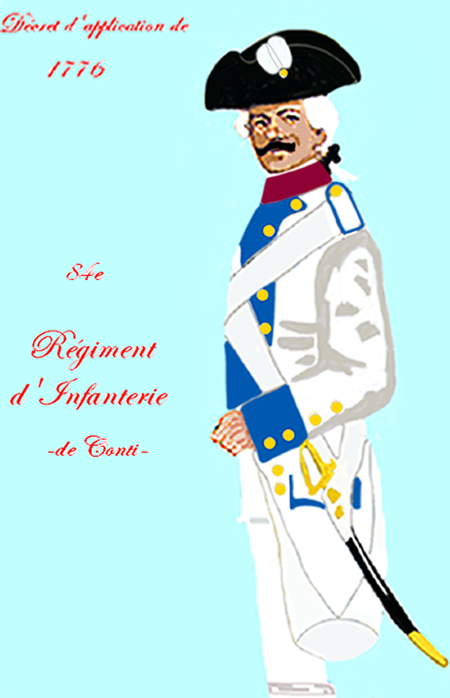
régiment de Conti de 1776 à 1779

En octobre 1777, le régiment de Conti se rendit de Béthune à Lille.
Il est allé ensuite à Pontorson et Coutances en mars 1778 et à Honfleur en août 1778.

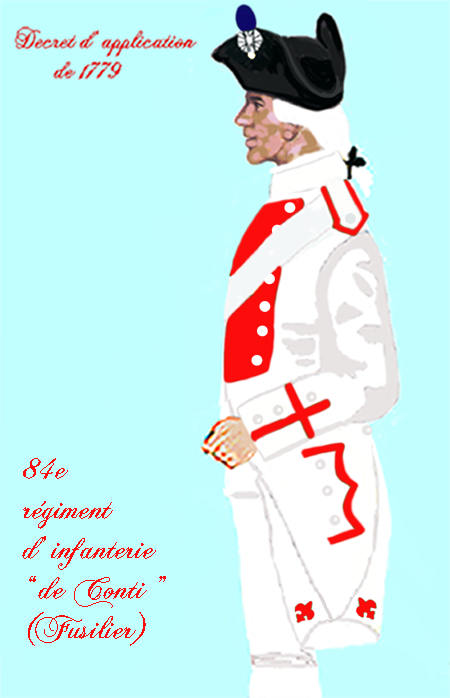
régiment de Conti de 1779 à 1791

En juillet 1779 il est à Saint-Malo puis à Nantes en novembre 1779.
Il se trouve aux Sables d'Olonne en juin 1780 et à Saint-Gilles-sur-Vie d'août à fin octobre, et à Poitiers en novembre 1780
Il est à Belle-Île en octobre 1781, à Quimper en avril 1783, à Lille en novembre 1783, à Dunkerque en novembre 1785, à Calais en mars 1788 et à Amiens en juillet 1789.

#### Révolution française
A la fin de 1789, au moment de la Révolution Française, les soldats, entraînés par le mouvement général, se donnèrent le plaisir de faire disparaître dans un autodafé les insignes du prince de Conti ; mais cette manifestation ne parait pas avoir influé sur la bonne discipline du corps.

Ceci résulte de la lettre suivante écrite , le 2 mars 1790 : « Messieurs, les officiers de l'ancienne administration municipale de la ville d'Amiens, avant de cesser leurs fonctions, ont adressé une lettre en date du 21 février à MM. les officiers du régiment de Conti infanterie en garnison dans cette place, pour leur témoigner leur satisfaction de la fermeté, sagesse et vigilance, qui ont maintenu l'amour de la discipline, l'exactitude du service, parmi leur troupe et contribué à la tranquillité publique; et par une délibération prise en la séance générale du 22, ils ont décerné aux dits officiers le titre de citoyens de ladite ville d'Amiens, etc. »
Le régiment de Conti fut envoyé à Gravelines en octobre 1790 ; il fut de là envoyé à Saint-Omer et Boulogne en avril et mai 1791, et au commencement de 1792 il était à Calais.

### 81erégiment d'infanterie de ligne ci-devant Conti

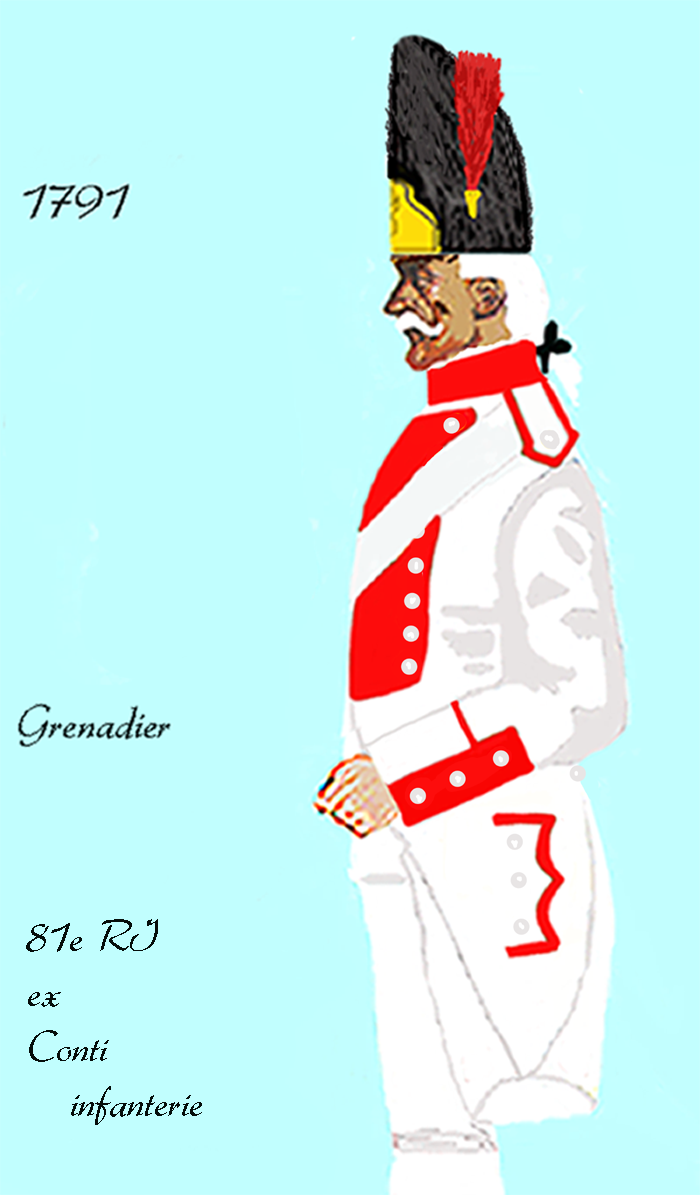
Grenadier du 81e régiment de ligne de 1791 à 1794

L'ordonnance du 1er janvier 1791 fait disparaître les diverses dénominations, et les corps d'infanterie ne sont désormais plus désignés que par le numéro du rang qu'ils occupaient entre eux. Ainsi, 101 régiments sont renommés. Les régiments sont toutefois largement désignés avec le terme ci-devant, comme 81e régiment d'infanterie ci-devant Conti.

#### Guerres de la Révolution française
Quand la guerre éclata, le 1er bataillon fut dirigé sur l'armée du Nord, tandis que le 2e bataillon fut jeté dans Dunkerque.
Le 1er bataillon, appelé dans l'Argonne pendant l'invasion prussienne, fut mis en garnison à Metz après la bataille de Valmy, et fit partie en 1793 de l'armée de la Moselle. Il a servi ensuite aux armées des Ardennes et de Sambre-et Meuse et n'a été amalgamé que le 17 mai 1795 avec le 6e bataillon de volontaires de la Haute-Saône et le 5e bataillon de volontaires de l'Orne pour former la 149e demi-brigade de première formation.
Le 2e bataillon contribua en 1792, sous Dumouriez, à la première conquête de la Belgique et passa l'hiver à Ruremonde. En février 1793, il suivit Dumouriez dans la pointe qu'il fit en Hollande, et il était le seul bataillon de ligne présent au fameux « camp des Castors » entre Moerdijk et Hooge en Lage Zwaluwe. Ce bataillon continua de servir à l'armée du Nord jusqu'à son incorporation, le 18 août 1794, avec le 1er bataillon de volontaires de l'Aisne et le 2e bataillon de volontaires des Basses-Alpes pour former la  150e demi-brigade de première formation.
Ainsi disparaît pour toujours le 81e régiment d'infanterie ci-devant Conti, partageant le sort de tous ces vieux régiments qui depuis deux siècles avaient défendu si intrépidement la patrie contre toutes les coalitions.

## Personnalités
- Jean de Casamayor, chevalier de Gestas : volontaire en 1737, il est lieutenant-colonel le 17 juin 1770, et a été fait brigadier le 1er mars 1780.
- Le général Desfourneaux a pris tous ses grades dans le régiment de Conti, depuis celui de caporal jusqu'à celui de lieutenant-colonel exclusivement.